# Bayreuth
Bayreuth (česky Barout) je německé město, ležící v severním Bavorsku. Žije zde přibližně 75 tisíc obyvatel. Leží na řece Červený Mohan (Roter Main), je hlavním městem vládního obvodu Horní Franky a zemského okresu Bayreuth. Zároveň se jedná o městský okres (kreisfreie Stadt).
Město je ve světě proslulé díky opernímu festivalu Richard-Wagner-Festspiele, který se koná každý rok. Univerzita byla založena v roce 1972. Na univerzitě studuje více než 13 000 studentů.
Ačkoli dle jména se zdá Bayreuth od počátků jako bavorské město, není tomu tak. K Bavorsku patří od roku 1810.  

## Statistické údaje a poloha
Bayreuth je hlavním městem Horních Frank. Ke konci roku 2018 žilo ve městě 74 657 obyvatel. Rozloha katastru města činí 66,9 km², hustota zalidnění je 1 115 obyvatel/km². Vozidla zde registrovaná mají státní poznávací značku BT. Pro PSČ Bayreuthu je stanoven rozsah 95401 až 95448.
Bayreuth leží v jižní části Hornomohanské vrchoviny na obou březích Červeného Mohanu, jižnější a delší z obou pramenných řek Mohanu, mezi Smrčinami a Franským Švýcarskem. Dalšími toky na území města jsou Warme Steinach, Mistel (v Bayreuthu zvaný Mistelbach) a Sendelbach s připojenými historickými kanály Tappert. Největší vodní plochou je říčkou Ausbachem napájené jezero Röhrensee.
Centrum města leží cca 340 m nad mořem. Bayreuthskou kotlinu ohraničují vrchoviny o 100 metrů vyšší. Nejvyšší vyvýšeninou v okolí je s 594 metry Sophienberg jižně od města. Dalšími vrchy jsou Schlehenberg, Oschenberg, Höhenzug, Rote Hügel a Buchstein. Pánevní oblast má příznivý účinek na klima ve městě. Průměrná roční teplota činí v Bayreuthu 8,3 °C.  

## Pojmenování
Roku 1194 je místo jménem Baierrute poprvé zmíněno v listině bamberského biskupa Otty II. Přípona -rute je nejčastěji interpretována jako mýtina. Že by začátek názvu (Baier-) odkazoval na přistěhovalce z bavorského sídelního celku, není průkazné. Mnohé naznačuje, že konečné pojmenování města bylo zakotveno teprve s příchodem nových osadníků. V Bayreuthské zemské knize jsou v letech 1421/24 obsažena také označení Peyeruth nebo Peyrreute, která mohla být vykládána jako „Pfar peyr Reut“ (fara u mýtiny). Ypsilon v názvu města se poprvé objevuje již v 15. století, dlouho před začleněním města do Bavorska. Dnešní psaná forma je doložená roku 1625 v písemnosti města Kulmbach (Kulmbacher Bürgerbuch), neprosadila se ale ještě jako konečná. Například markraběnka Vilemína (1709-1758) nazývala město „Bareithem“.

## Historie
Již v raném středověku stál na místě bývalého jezu přes Mohan hrad Leineck. Zdi hradu zprvu jen ze dřeva a hlíny byly později nahrazeny dřevohlinitou zdí v blokové konstrukci, která byla zesílena silnými fošnami zapuštěnými do hlíny. Ve třetí fázi nahradili stavitelé opevnění suchou kamennou zdí. Zejména první a třetí stupeň tohoto bezpečnostního oplocení silně připomínají slovanský stavební styl. Slované sídlili v raném středověku i v části Horních Frank.

### Středověk a raný novověk
Pravděpodobně už v 11. století, v průběhu klučení půdy schweinfurtských hrabat, vzniklo malé osídlení na místě dnešního dolního náměstí.
Dříve byly listinně zmíněny dnes do města začleněné vesnice Seulbitz (roku 1035 jako sálské královské zboží Silewize v jedné listině císaře Konráda II.) a St. Johannis (možná 1149 jako Altentrebgast). Také městská čtvrť Altstadt (do 19. století Altenstadt) západně od centra by měla být starší než vlastní osídlení Bayreuthu. Ještě starší stopy lidské přítomnosti byly nalezeny v místě Mayernberg: Keramické střepy a dřevěné nádobí byly na základě svého zdobení datovány do 9. století.
Zatímco ještě roku 1199 byl Bayreuth označen jako villa (vesnice), objevuje se roku 1231 v jedné z listin poprvé pojem civitas (město). Je možné předpokládat, že Bayreuth mezi lety 1200 a 1230 dostal propůjčena městská práva. Pány města byly do roku 1248 hrabata s Andechs-Meranien. Po jejich vymření převzal dědictví roku 1260 norimberský purkrabí z rodiny Hohenzollernů. Zpočátku vlády Hohenzollernů byl rezidencí a centrem země Plassenburg v Kulmbachu. Město se proto rozvíjelo jen pomalu a prodělalo si několik katastrof. Už roku 1361 vydává císař Karel IV. purkrabímu Fridrichovi V. pro města Bayreuth a Kulmbach mincovní právo.
Roku 1421 se Bayreuth poprvé objevil na mapě.
V únoru 1430 Bayreuth těžce zpustošili husité, radnice a kostely byly spáleny. Matthäus Merian popisuje tyto události následovně: „v roce 1430 husité z Čech/ Culmbach a Byrret napadli/ velké krutosti/ jako divoká zvířata/ na obecném davu, a na nóbl osobách páchali./ Duchovní/ mniši a jeptišky vydali ohni/ nebo je přivedli na zmrzlou vodu v řece/ a polívali je studenou vodou/ a z nich se stal takový ubohý zmrzlý tvar/ tak popisuje Borek v české kronice na straně 450." (Pramen: Frühwald (Ed. ): Frankische Städte und Burgen um 1650 nach Texten und Stichen von Merian, Sennfeld 1991.)
Na mapě „zemských cest říše římské“ od Erharda Etzlauba (1501) je Bayreuth označen jako stanice na Via Imperia z Lipska do Verony.
Již roku 1528 (11 let po zahájení reformace) se panstvo na území franského markrabství připojují k luteránství.
Požár, který vypukl z neopatrnosti roku 1605, zničil 137 z 251 domů ve městě. Roku 1620 zuřil mor, následujícího roku zničil město další velký požár. Také ve třicetileté válce město těžce trpělo.
Mezníkem v historii města bylo přeložení markraběcí rezidence z Plassenburgu nad Kulmbachem do Bayreuthu roku 1603 markrabětem Kristiánem, synem kurfiřta Jana Jiřího Braniborského. Mezi lety 1440 a 1457 markrabětem Johanem Alchymistou vybudovaný první hohenzollernský zámek, předchůdce dnešního starého zámku, byl mnohokrát přestavován a rozšiřován. Po Kristiánově smrti roku 1655 zakládá jeho vnuk Kristián Arnošt Gymnázium Christian-Ernestinum. Roku 1683 se osobně podílí na osvobození Vídně od Turků. V upomínku na tento čin si nechal zhotovit markraběcí kašnu, která nyní stojí před Novým zámkem. Slouží zároveň jako památník, na němž je ztvárněn markrabě Kristián Arnošt jako vítěz nad Turky. V této době byl postaven také vnější obvod hradeb a přestavěn starý zámecký kostel.
Roku 1611 byl dokončen první městský vodovod. Voda protékala dřevěnými rourami z vodního zdroje u Röhrensee do čtyřech kašen ve městě.
V 80. letech 17. století začal markrabě Kristián Arnošt přijímat hugenotské náboženské uprchlíky. Od roku 1686 přicházeli, především z jižní Francie, řemeslníci a obchodníci do Bayreuthu a založili zde téhož roku první francouzsko-reformovanou církevní obec.  

### 18. století
Následník Kristiána Arnošta, korunní princ a později markrabě Jiří Vilém, začal roku 1701 založením dříve samostatného města St. Georgen am See (dnes část města) s takzvaným řádovým zámkem, radnicí, vězením a malými kasárnami. Roku 1705 zřídil Řád Opravdovosti, který byl roku 1734 přejmenován na Řád červené orlice, založil i řádový chrám, ten byl dokončen a vysvěcen roku 1711. V St. Georgen byla založena roku 1716 hraběcí porcelánka.
V letech 1715–1719 byl v době markraběte Jiřího Viléma vystavěn první zámek v parku Eremitage. Roku 1721 zakoupilo město palác baronky ze Sponheimu a umístilo v ní radnici, ta původní z roku 1440 zničil jeden z mnohých požárů města.
Jeden z vrcholů své historie zažil Bayreuth v letech 1735-1763, v době vlády markraběcího páru Fridricha a Vilemíny z Bayreuthu, oblíbené sestry Fridricha Velikého. V této době vznikly pod vedením dvorních architektů Josefa Saint-Pierre a Karla von Gontard mnohé reprezentativní budovy a objekty: markraběcí opera (1744–1748) jedno z nejbohatěji zdobených barokních divadel, proběhla přestavba a rozšíření Ermitáže se stavbou nového zámku se slunečním chrámem (1749–1753), stavba nového zámku s dvorní zahradou (1754 násl.), po vyhoření starého zámku došlo k velkému rozšíření města v dnešní Friedrichstrasse. Zrodila se tak nezávislá varianta rokoka, takzvané Bayreutské rokoko. To se vyznačovalo především zdobnou vnitřní architekturou. Došlo i ke změně obranného systému. Staré tmavé brány byly zbořeny, překážely dopravě a byly z obranného hlediska již zastaralé. Markrabě Fridrich své knížectví v době mnohých dobyvačných válek svého švagra Fridricha Velikého držel úspěšně mimo boje a přinesl tak franskému říšskému okresu čas míru.
Roku 1742 došlo k založení Fridrichovy akademie, která byla roku 1743 povýšena na univerzitu. Vzhledem k odmítavému postoji obyvatelstva, které doprovázely i nepokoje, byla univerzita ještě tentýž rok přeložena do Erlangenu. Tam existuje až dodnes. Mezi lety 1756 a 1763 fungovala také akademie pro svobodná umění a vědy.
Bayreuth byl znám jako ostrůvek náboženské tolerance. Katolíci získali právo zřídit si modlitebnu (oratorium), a také židovské rodiny se opět usídlovaly ve městě. Roku 1760 byla vysvěcena synagoga a roku 1787 židovský hřbitov.
Markraběnka Vilemína zemřela roku 1758. Markrabě Fridrich se sice ještě znovu oženil, sňatek byl ale jen krátký a bez potomků. Po smrti markraběte Fridricha roku 1763 cestovalo množství umělců a uměleckých řemeslníků do Berlína, případně do Postupimi, aby pracovali pro pruského krále Fridricha Velikého. Nový markrabě Fridrich Kristián měl totiž pramálo porozumění pro umění. Chyběly mu však i prostředky, protože nákladný životní styl předchůdců, výstavby a platy zejména zahraničních umělců stály více peněz, než si mohl dvůr dovolit. Ke konci vlády markraběte Fridricha bylo u dvora zaměstnáno na 600 lidí, za jeho předchůdců Jiřího Fridricha dvůr zahrnoval kolem 140 osob. Knížectví stálo kousek před bankrotem.
Roku 1769 následuje po bezdětném Fridrichu Kristiánovi markrabě Karel Alexandr z Ansbašské linie franských Hohenzollernů. Bayreuth poklesl na úroveň vedlejšího sídla. Karel Alexandr nadále přebýval v Ansbachu a jen vzácně přijížděl do Bayreuthu.
Po abdikaci posledního markraběte Karla Alexandra na knížectví Ansbašské a Bayreutské 2. prosince 1791 se jejich území stalo pruskou provincií. Pruský ministr Karel August svobodný pán z Hardenbergu správu území převzal na počátku roku 1792.  

### 19. století
Vláda Hohenzollernů nad knížectvím Kulmbach-Bayreuth skončila roku 1806 po porážce Pruska napoleonskou Francií. Když Prusové v létě 1806 vyhlásili Francii válku, bylo knížectví proti Napoleonovi téměř bezbranné, a bylo záhy vydáno jeho bavorským spojencům. 7. října obsadil maršál Soult s 30 000 muži město. 8. října se objevil maršál Ney s dalšími 18 000 vojáky, příštího dne vpochodovala do města první bavorská divize. Povinné ubytovávání vojáků, rekvírování, plundrování a násilné přepady uvedly obyvatelstvo ve strach a hrůzu. Etienne Alexandre Le Grand de Mercey udržoval ve městě vojenskou vládu a tvrdou rukou zastavoval každý pokus o odpor.
Během francouzské okupace od roku 1806 do roku 1810 platil Bayreuth jako provincie Francouzského císařství vysoké válečné příspěvky. Vyžadováno bylo 2,5 milionu franků v nejkratší možné době. Od 14. listopadu 1806 bylo knížectví pod správou hraběte Camille de Tournon, který sepsal podrobný inventář majetku bývalého knížectví. V červnu 1809 bylo město obsazeno rakouskými jednotkami, ty ale v červenci opět ustoupily před Francouzi. 30. června 1810 předala francouzská armáda bývalé knížectví do rukou Bavorska, mezitím povýšeného na království. Šlo vlastně o koupi, za 15 milionů franků od Napoleona. Bayreuth se stal krajským hlavním městem jednoho z hlavních bavorských krajů. Nakonec zreorganizován ve vládní okres Horní Franky. Napoleon Bonaparte navštívil se svojí chotí Marií Luisou město 15. května 1812. Obyvatelstvem byl přivítán bez jakékoli pozornosti. Plán místního obchodníka vyhodit Napoleona do vzduchu selhal.  
Hlavní železniční cesta z Norimberka do Hofu nebyla vedena přes Bayreuth, procházela přes Lichtenfels, Kulmbach a Neenmarkt-Wirsberk do Hofu. Připojení na železniční síť získal Bayreuth teprve v roce 1853, když byla na náklady města zahájena výstavba nájemní železnice. Následovala roku 1863 Východní dráha (z Weidenu), roku 1877 dráha do Smrčin z Norimberka a roku 1896 místní dráha do Warmensteinach. 
17. dubna 1870 navštívil Bayreuth Richard Wagner, protože četl o markraběcí opeře, jejíž velikost, ale především mimořádně hluboké jeviště chtěl využít pro svoje scénicky náročná díla. Ukázalo se, že velké množství muzikantů například při opeře Prsten Nibelungův nelze vměstnat do orchestřiště, také situace v hledišti nakonec neodpovídala časově náročným Wagnerovým "uměleckým dílům budoucnosti". Wagner proto přišel s myšlenkou postavit v Bayreuthu festivalové divadlo přímo pro svoji tvorbu. Město Wagnera podporovalo v jeho plánu a dalo mu k dispozici pozemek, nezastavěnou plochu zvanou Zelený vršek, ležící mimo město mezi nádražím a výletním místem Hohe Warte. Souběžně Wagner koupil pozemek v blízkosti zámecké zahrady, kde si vystavěl vlastní dům: Vilu Wahnfried. 22. května 1872 byl položen základní kámen festivalového divadla, 13. srpna 1876 byla scéna slavnostně otevřena. Plány a vedení stavebních prací byly v rukou lipského architekta Otto Brückwalda, který byl znám již svými stavbami divadel v Lipsku a Altenburku.

### 20. století

#### Do konce Výmarské republiky (1900–1933)
Nové století přineslo nové technické inovace. Roku 1908 byl otevřen první kinosál, roku 1909 byla zprovozněna první městská elektrárna. Roku 1904 byla otevřena vedlejší železniční trať do Hollfeldu a roku 1909 místní dráha do Thurnau a Kulmbachu. V letech 1914-1915 byla severní větev toku Červeného Mohanu v jednom úseku narovnána a rozšířena. Obce na přilehlých březích se tak nemusely obávat hrozby povodně; poslední město překvapila v roce 1909.
Po skončení války roku 1918 převzaly vládu v Bayreuthu krátce dělnické a vojenské rady. 17. února 1919 došlo k třídennímu tzv. Speckpuči. Celkově šlo o krátké narušení jinak klidného posádkového města.
30. září 1923 se v Bayreuthu konal lidově-nacionalistický Německý den s více než 5 000 účastníky (cca 15% obyvatel Bayreuthu). Mezi hosty se nacházeli mimo jiné: primátor Albert Preu a také Siegried a Winifred Wagnerovi, kteří na návštěvu do vily Wahnfried pozvali hlavního řečníka slavností, nikoho jiného než Adolfa Hitlera. Ve vile Wahnfried se Hitler seznámil také se zetěm Richarda Wagnera, rasovým teoretikem a spisovatelem Houstonem Stewart Chamberlainem. Také Hans Schemm (pozdější bavorský ministr kultu a vyučování) se toho dne poprvé setkal s Hitlerem.
Roku 1929 byl v městských lázních otevřen krytý bazén.
V roce 1932 byla sjednocena okresní vláda Horních a Středních Frank a jako sídlo byl zvolen Ansbach. Bayreuth byl jako menší odškodnění vybrán jako sídlo spojené zemské pojišťovny Středních a Horních Frank. Oproti spojení vlády se toto spojení zemské pojišťovny nevrátilo do starých kolejí.
Při volbách do říšského sněmu 6. listopadu 1932 dosáhla NSDAP v Bayreuthu 46,7% hlasů (33,1% v průměru celého Německa).

#### Doba národního socialismu (1933–1945)
Roku 1933 se Bayreuth stal župním městem Bavorské východní marky (od roku 1943 jen župa Bayreuth), bylo proto nutné vybudovat župní sněm. Prvním županem byl Hans Schemm, současně předsedající nacionálně-socialistickému svazu učitelů, který sídlil v domě Německé vzdělanosti v Bayreuthu. V roce 1937 bylo město připojeno k nové říšské dálnici. V roce 1936 začala německá pošta provozovat městskou hromadnou dopravu. Když převzala pošta i provoz tramvají, vznikl tak podnik Městské hromadné dopravy. První linka vedla ze Sankt Georgen přes Sternplatz k nádraží Altstadt.
Při listopadovém pogromu roku 1938 byla znesvěcena a vyrabována synagoga židovského společenství v Münzgasse. Vypálení se vyhnula, stála totiž nebezpečně blízko markraběcí opery. Uvnitř bayreuthské synagogy, která dnes opět slouží židovské obci jako modlitebna, je umístěna pamětní deska, upomínající na pronásledování a vraždění Židů v době Holokaustu. Zahynulo nejméně 145 Židů z Bayreuthu.
Ve městě bylo v době války umístěno také odloučené pracoviště koncentračního tábora Flossenbürg, kde na zajatcích zkoušeli různé fyzické experimenty. Od září 1944 do dubna 1945 zde byl zástupcem civilního vedoucího Wieland Wagner, vnuk skladatele Richarda Wagnera.
Po zničení soudních budov v Berlíně 3. února 1945 byl lidový soudní dvůr přesunut do Postupimi a přísedící senáty pro vlastizradu a státozradu se přestěhovaly do justičního paláce v Bayreuthu. Od podzimu 1944 zde soudní dvůr ostatně zasedal už opakovaně.
Už 6. února začal přesun celkově kolem 2 700 politických zajatců z Berlína. 17. února byli umístěni do trestnice v Bayreuthském Sankt Georgen. 14. dubna 1945 měli být všichni zastřeleni, americké jednotky však byly již na dohled. O několik dní dříve byl z podobné situace tzv. Köpenickiády vysvobozen politický vězeň Karl Ruth. V Bayreuthu byli takto v poslední minutě zachráněni Ewald Naujocks i pozdější spolkový prezident Eugen Gerstenmaier.
Silné vzdušné údery spojenců zničily 5., 8. a 11. dubna celou řadu veřejných budov, zasaženy byly také průmyslové závody, zničeny byly příbytky 4 500 obyvatel, mezi nimi i vila Wahnfried, 741 osob při náletech zemřelo. V poledne 14. dubna obsadily město americké jednotky.

## Stavby a parky
- Festivalové divadlo (Festspielhaus)
- Markraběcí operní dům (Märkgräfliches Opernhaus)
- Nový zámek a Dvorní zahrada
- Zámecký kostel ve Starém zámku
- Park Eremitage

### Muzea
- Německé zednářské muzeum
- Haus Wahnfried (Muzeum Richarda Wagnera)
- Pivovarnické muzeum pivovaru Maisel
- Městské muzeum
- Muzeum Jeana Paula
- Muzeum Franze Liszta

## Osobnosti
- Richard Wagner, hudební skladatel, žil v Bayreuthu od roku 1872 a založil operní festival
- Cosima Wagnerová, manželka Richarda Wagnera, řídila festival v letech 1883–1906
- Siegfried Wagner, syn Richarda Wagnera, operní skladatel, byl ředitelem hudebního festivalu v Bayreuthu v letech 1906–1930
- Jean Paul, spisovatel, žil v Bayrethu v letech 1806–1825
- Markraběnka Vilemína, žila v Bayreuthu v letech 1732–1758
- Franz Liszt, klavírní virtuos a skladatel, otec Cosimy Wagnerové, zemřel při návštěvě v roce 1886 v Bayreuthu a je zde také pohřben

## Partnerská města
- Annecy, Francie (od 1966)
- La Spezia, Itálie
- Praha 6, Česko (od 2008)
- Rudolstadt, Německo
- Tekirdağ, Turecko

Existuje také kulturní partnerství s Burgenlandskem v Rakousku a s Sasko-bavorským svazkem měst (Sächsisch-Bayerisches Städtenetz, zahrnující města Hof, Plauen, Chemnitz a Zwickau).